# Die maskierte Bande
Die maskierte Bande ist eine türkische Filmkomödie aus dem Jahr 2005. Regisseur ist Murat Aslan, von dem auch das Drehbuch stammt. Es ist eine Neuverfilmung des gleichnamigen Films aus dem Jahr 1968. Kinostart in Deutschland war am 3. November 2005.

## Handlung
Fünf junge Männer, die gemeinsam in einem Waisenhaus aufwuchsen, aber wegen ihrer Ungezogenheit von keiner Pflegefamilie aufgenommen wurden, verdienen ihren Lebensunterhalt als Kleinkriminelle auf der Straße. Nach ihrem letzten unfreiwilligen Besuch im Staatsgefängnis entscheiden sie sich, ihr Leben zukünftig als ordentliche Bürger zu führen. 
Ihre Absichten sind unbestritten gut, aber ihre Fähigkeiten keineswegs. Als jedoch das Kind eines engen Freundes an Krebs erkrankt und im Ausland behandelt werden muss, wird es für die fünf Freunde, trotz all ihrer Tollpatschigkeit unvermeidlich, den größten Raubüberfall ihres Lebens zu planen.

## Fortsetzungen
2007 erschien eine Fortsetzung unter dem Titel Maskierte Bande – Irak. Der dritte Teil Maskierte Bande - Zypern startete 2008 in den Kinos.